# Claude Brodin
Claude Brodin (* 30. Juli 1934 in Les Andelys; † 17. Oktober 2014 ebenda) war ein französischer Degenfechter.

## Erfolge
Claude Brodin gewann 1959 in Budapest mit der Mannschaft bei den Weltmeisterschaften die Bronzemedaille. Zweimal nahm er an Olympischen Spielen teil: 1960 belegte er in Rom mit der Mannschaft Rang neun, bei den Olympischen Spielen 1964 in Tokio erreichte er mit der französischen Equipe dagegen das Gefecht um den dritten Platz. In diesem wurde Schweden nach einem 8:8-Unentschieden aufgrund des mit 64:59 besseren Trefferverhältnisses mit 9:6 besiegt. Gemeinsam mit Jacques Guittet, Claude Bourquard, Yves Dreyfus und seinem Bruder Jacques Brodin erhielt Brodin somit die Bronzemedaille. 1960 wurde er französischer Einzelmeister mit dem Degen.